# Лизник
Лизник (укр. Лизник) — село на Украине, основано в 1890 году, находится в Хорошевском районе Житомирской области.
Население по переписи 2001 года составляет 107 человек. Почтовый индекс — 12135. Телефонный код — 4145. Занимает площадь 4,68 км².

## Адрес местного совета
12134, Житомирская область, Хорошевский р-н, с. Топорище, ул. Ленина, 86а, тел.: 7-22-42